# Wilhelm von Tegetthoff
Wilhelm von Tegetthoff, a volte citato anche come Guglielmo di Tegetthoff (Marburgo, 23 dicembre 1827 – Vienna, 7 aprile 1871), è stato un ammiraglio austriaco, artefice della vittoria della flotta austriaca nella battaglia di Lissa.

## Biografia
Secondo di cinque figli, Wilhelm von Tegetthoff nacque nell'allora Impero austriaco il 23 dicembre 1827 a Marburgo (ora Maribor in Slovenia), in Stiria, da una nobile famiglia originaria della Vestfalia. Suo bisnonno servì il Sacro Romano Impero come capitano di cavalleria durante la guerra dei sette anni (1756-1763) e venne elevato alla nobiltà ereditaria da Maria Teresa; un suo prozio, Joseph von Tegetthoff, fu cavaliere dell'Ordine militare di Maria Teresa.
Suo padre, Karl von Tegetthoff, entrò nell'esercito imperiale nel 1805, l'anno prima che Napoleone Bonaparte dichiarasse di non riconoscere più l'esistenza del S.R.I. della nazione germanica, la cui terra governata dalla Casa d'Asburgo divenne quindi nota come Impero austriaco. Karl von Tegethoff combatté nella guerra di liberazione contro Napoleone (1813-1815) ed in seguito fu trasferito alla guarnigione di Marburgo. Sua madre invece era figlia di un impiegato civile di Praga.
Il 28 novembre 1840, allora tredicenne, Guglielmo di Tegetthoff entrò nella Imperiale e regia scuola dei cadetti di marina, alloggiato negli stabili dell'antico monastero di Sant'Anna, a Castello, Venezia. All'epoca l'Imperial Regia marina austriaca era totalmente influenzata dalla componente veneta; di fatto, la base navale e l'Arsenale erano anch'essi basati nella città del Leone di San Marco e Tegetthoff venne preparato alla carriera imparando il veneto, lingua di comando della Marina.

Il 21 luglio 1845 Tegetthoff completò il ciclo di studi; di tredici membri della sua classe, solo due completarono il corso. Alla campagna del 1848 non prese parte in mare, ma come aiutante di campo del viceammiraglio Anton Stephan Ritter von Martini e del feldmaresciallo-luogotenente Ferencz Gyulai; nel 1849 fu sull'Adria al blocco di Venezia.
L'anno 1854 ebbe il primo comando, quello della scuna / schooner Elisabetta, donde passò sul Taurus. Le stazioni del Levante e del Mar Nero gli procacciarono distinzione e presto anche il favore dell'arciduca Massimiliano. Una campagna scientifica nel Mar Rosso ed il comando della pirocorvetta Erzherzog Friedrich in Marocco, una campagna in Brasile in qualità di aiutante dell'arciduca riempiono il periodo 1857-1860; nell'autunno di quest'ultimo anno fu comandante della Graf Radetzky nei mari di Siria. Capitano di corvetta nel 1858, divenne poi capitano di fregata.
Si distinse durante la guerra dei Ducati affrontando, il 9 maggio 1864, al comando di una formazione austro-prussiana al largo di Helgoland, forze navali danesi.
Il suo nome è legato alla vittoria sulla flotta italiana nella battaglia di Lissa del 20 luglio 1866. In tale occasione la flotta austriaca (ex flotta austro-veneta), sconfisse quella italiana, che perse due corazzate e 640 uomini. La flotta italiana contava un numero superiore di navi di fattura moderna, tra cui l'ariete corazzato Affondatore.
Una leggenda priva di fondamento attribuisce all'ammiraglio Tegetthoff la frase: «Navi di legno comandate da uomini con la testa di ferro hanno sconfitto navi di ferro comandate da uomini con la testa di legno», con la quale voleva attribuire la responsabilità della sconfitta agli inetti comandi italiani, in particolare a Carlo Pellion di Persano.
Il 25 febbraio 1868 Francesco Giuseppe I nominò infine Tegetthoff comandante della marina e capo della Marinesektion. Negli anni successivi venne dato avvio al programma di sviluppo della marina concepito dall'ammiraglio, con l'istituzione di scuole di addestramento e corsi di formazione, nonché con l'inizio di spedizioni all'estero per temprare gli equipaggi, allacciare rapporti commerciali e diffondere il prestigio della k.u.k. Kriegsmarine. Quando l'ammiraglio Tegetthoff morì di polmonite a Vienna, il 7 aprile 1871, all'eroe di Lissa furono tributati grandi onori militari.
Alla morte di Tegetthoff, monumenti in suo onore furono eretti a Vienna, Marburgo (oggi Maribor) e Pola, porto militare principale dell'impero; il suo nome fu anche attribuito, in sequenza, a due navi della Marina imperial-regia, come quella la cui ancora è posta davanti al Ministero della marina.